# Ernst Kirchweger
Ernst Kirchweger (12 janvier 1898 - 2 avril 1965), survivant des camps de concentration nazis fut la première victime décédée à la suite d'un conflit politique en Autriche après la Seconde Guerre mondiale.
De 1916 à 1918, Ernst Kirchweger combat au cours de la Première Guerre mondiale au sein de la marine austro-hongroise ; il rejoint ensuite les rangs de l'armée rouge. Membre du Parti social-démocrate d'Autriche jusqu'en 1934, il s'affilie par la suite au Parti communiste d'Autriche, illégal à l'époque. Sous l'Austrofascisme et le Troisième Reich, il milite, au risque de sa vie, dans des organisations syndicales illégales et est déporté en camp de concentration.
Après la fin du conflit et sa libération, il poursuit ses prises de parole antifascistes.
Le 31 mars 1965, une manifestation d'étudiants, d'anciens membres de la résistance au nazisme et d'associations s'opposant à Taras Borodajkewycz, professeur d'université auteur de propos antisémites se déroule à Vienne. Elle fait l'objet d'une contre-manifestation organisée par des étudiants du parti de la liberté d'Autriche, qui tourne à l'émeute. Lors des affrontements entre les deux camps, Kirchweger est attaqué par Günther Kümel et est gravement blessé. Il décède des suites de ses blessures trois jours plus tard; son agresseur sera condamné à 10 mois de prison.
25.000 personnes assistent aux obsèques de Kirchweger, qui se transforment en une manifestation anti-fasciste.

## Sources
- Kropiunigg, Rafael, 'The Rehabilitated Austrians and the Borodajkewycz Affair', Austrian History Yearbook 46 (2015), 360-385.
- Kropiunigg, Rafael, Eine österreichische Affäre: Der Fall Borodajkewycz (Vienna, 2015).